# Ненад Величковић
Ненад Величковић (Сарајево, 2. мај 1962) је босанскохерцеговачки писац, колумниста и универзитетски професор. Живи и ради у Сарајеву.

## Биографија
Рођен је 2. маја 1962. године у Сарајеву. Након завршене Друге гимназије, уписао је Филозофски факултет у Сарајеву - Одсјек за југословенску књижевност и српскохрватски језик, где је дипломирао 1986. Магистрирао је у мају 2006, са тезом Политички театар Душана Ковачевића.
Од 1999. до 2007. био је сувласник Књижевне радионице Омнибус, за коју је уредио преко 20 књига домаћих и страних аутора.
Заједно са Ружицом Марјановић, професорком српског језика и књижевности у Ужичкој гимназији, основао је књижевни фестивал На пола пута.
Покренуо је и уређивао више листова и часописа: Визија, Омнибус, Алчак, ФАН, Књижевни журнал, Школегијум (сада само портал) и Текстура (са Ружицом Марјановић). Од 2009. на порталу Дојче велеа пише сатиричне колумне у својој рубрици Шкљоцам и звоцам.
Докторирао је са тезом Идеолошка инструментализација књижевности на примјерима читанки од 5. разреда основне до 4. разреда средње школе у Босни и Херцеговини. Улогу књижевности у образовању обрађује и у својим књигама Дијагноза - патриотизам и Школокречина. У књизи Лажа и апанажа писао је о махинацијама при оцењивању уџбеника од стране државних комисија у БиХ, које по мишљењу Величковића фаворизују мање квалитетне читанке и одређене издаваче доводе у повлашћени положај. Анализирао је стање на Филозофском факултету на којем ради, као парадигми високошколског образовања у Босни и Херцеговини и региону, у књизи Академско шарлатанство.
Ванредни је професор на Катедри за српску књижевност Одсека за књижевности народа Босне и Херцеговинe. Члан је ПЕН центра БиХ.

## Избор из библиографије
Величковић се у својим текстовима често користи хумором, иронијом и аутоиронијом. Његов први роман Коначари тематизује опсаду Сарајева у тада новом и другачијем стилу, духовито и без патетике. У писању се служи властитим неологизмима.
Целокупна библиографија, са научним радовима, чланцима у часописима и издањима у преводу на друге језике, налази се на званичном сајту Ненада Величковића. 
- Коначари (роман), Зид, Сарајево, 1995.
- Ђаво у Сарајеву, Дани, Сарајево 1996.
- Сексикон/Секспресионизам (речник и збирка есеја), Омнибус, Сарајево,1998.
- Сарајевски гастронаути, збирка колумни, 1999.
- Отац моје кћери, Босанска књига, Сарајево, 2000.
- Сахиб, Ферал трибјун, Сплит, 2002.
- Поезија ремонтизма/Издржите још мало, нећете још дуго (изабране сатире), Омнибус, Сарајево, 2003.
- Viva Sexico!, Омнибус, Сарајево, 2006.
- 100 змајева (роман), Омнибус, Сарајево, 2007.
- Дијагноза - патриотизам, Фабрика књига, Београд, 2010.
- Временска петља, Омнибус, Сарајево, 2011.
- Школокречина: национализам у бошњачким, хрватским и српским читанкама, Фабрика књига, Београд, 2012.
- Витез шведског стола (збирка прича), Фабрика књига, Београд, 2013.
- Лажа и апанажа. О употреби књижевности у образовању, Фабрика књига, 2017.
- Не говори ми док те прекидам: пубертетски антибонтон, Фабрика књига, Београд, 2018.
- Академско шарлатанство. Наука о књижевности и универзитет у транзицији - етнографски приступ, Фабрика књига/МАС медија, Београд/Сарајево, 2019.
- Пластелинци, Buybook, Сарајево, 2019. (илустр. Златко Сарајлија)
- Концерти за обоу (роман), Фабрика књига, Београд, 2021.